# Phonographische Rechte
Die phonographischen Rechte umfassen die Rechte auf Ton- und Videoaufnahmen sowie auf Ton- und Videoträger.
Ton- und Videoaufnahmen haben gesonderte Urheberrechte, die ab der Aufnahme gelten. Manche Hersteller von Ton- und Videoträgern behalten die phonographischen Rechte vor.
Um den Rechtsanspruch darzustellen, gibt es das „Zeichen für phonographische Rechte“ ℗ (Unicode: U+2117 sound recording copyright).